# السيد الجزايرلي
السيد الجزايرلي هو شاعر وكاتب وصحفي مصري يعمل بالصحافة السعودية منذ سنة 1994م، وهو عضو باتحاد كتاب مصر، له إسهامات نقدية في الشعر، والقصة، والرواية، والمسرح، والسينما، والفنون التشكيلية.

## سيرة ذاتية
ولد السيد الجزايرلي في الثامن عشر من شهر سبتمبر عام 1967م بمحافظة كفر الشيخ قبل أن ينتقل إلى الإسكندرية أواخر الثمانينيات الميلادية وينخرط بالحياة الثقافية فيها، وقد بدأ نشر قصائده وكتاباته الأدبية والنقدية منذ عام 1986م في كثير من المجلات الثقافية المصرية والعربية، من أبرزها: مجلة «الشعر» التي كان يرأس تحريرها في ذلك الوقت الروائي الراحل خيري شلبي، ومجلة «إبداع» التي كان يرأس تحريرها في ذلك الوقت الناقد الراحل الدكتور عبد القادر القط، وكذلك مجلات: «الثقافة الجديدة» المصرية، و«البيان» الكويتية، و"الرافد الإماراتية"، و«البحرين» الثقافية، و«المنتدى» الإماراتية، وفي كثير من الصحف أبرزها: («الأهرام» - «أخبار اليوم» - «الجمهورية» - «المساء» - «أخبار الأدب» - «الحياة» - «الشرق الأوسط» - «الرياض» - المدينة - اليوم...). وخلال تجربة عمله بالصحافة السعودية عمل في صحيفة «الجزيرة» وفي صحيفة «اليوم»، وأدار عددا من المجلات الشهرية والأسبوعية، حيث عمل مديراً للتحرير وإدارة المكاتب الخارجية في مجلة «روتانا»، ومديراً للنشر المتخصص في دار أنغام للنشر، ومديراً للتحرير في مجلة «المميزون vip»، ومديراً للتحرير في مجلة «ليلة خميس»، ومديراً للتحرير في مجلة «البارز»، ومديراً لمشروع الاستشارات الإعلامية، ومشرفاً على وحدة المطبوعات في الإدارة العامة للإعلام والعلاقات بالهيئة العامة للسياحة والتراث الوطني (وزارة السياحة السعودية حاليا) منذ عام 2008م حتى 2021م، ويعمل منذ يناير 2021م في مركز الملك فيصل للبحوث والدراسات الإسلامية بالرياض عاصمة المملكة العربية السعودية.

## المشاركات
شارك في كثير من الأمسيات الشعرية، وفي عدد من لجان تحكيم المعارض التشكيلية والمسابقات الشعرية والأدبية، وفي كثير من الندوات والفعاليات الثقافية التي أقيمت في مؤسسات أكاديمية وثقافية من بينها: كلية التربية الفنية بجامعة الملك سعود، ومركز الملك فهد الثقافي، ووكالة الشؤون الثقافية بوزارة الثقافة والإعلام، والجمعية السعودية للثقافة والفنون، ومكتبة الإسكندرية، والمركز الثقافي المصري بالرياض، ومعرض الرياض الدولي للكتاب، كما شارك في مجموعة من الحلقات التلفزيونية لقنوات مختلفة في مجالات: الإعلام، والنقد، والفنون التشكيلية، والمسرح، والشأن الثقافي في مصر والسعودية. وأشرف على تنظيم عدد كبير من الأمسيات والفعاليات والأنشطة الثقافية بالمركز الثقافي المصري في الرياض منذ عام 1998م حتى الآن، وسجل حلقات شعرية يومية لعدد من البرامج الإذاعية بالسعودية، وأعد وقدم برنامج «أطياف ثقافية» التلفزيوني على قناة tv family السعودية.

## الكتب والمجموعات الشعرية
أصدر السيد الجزايرلي العديد من الكتب التي تتنوع بين الشعر والأدب والتوثيق الصحفي، أبرزها:
- ديوان «حفنة من وجع البحيرة» الفائز بالجائزة المركزية للهيئة العامة لقصور الثقافة عام 1995م.
- ديوان «سيرة العطش» إصدارات مركز المحروسة للنشر بالقاهرة، عام 2011م.
- ديوان «أبجدية الوجع» إصدارات دار الأدهم للنشر بالقاهرة عام 2014م.
- ديوان «مسك الغياب» إصدارات مركز المحروسة للنشر بالقاهرة عام 2016م.
- ديوان «حصاد الملح والريح» إصدارات مركز المحروسة للنشر بالقاهرة عام 2018م.
- كتاب «طوق الياسمين[5]» عن التجربة الغنائية في شعر نزار قباني من إصدار الشركة العالمية المحدودة للنشر والتوزيع، لندن عام 1999م.
- كتاب «فرسان الصحراء» في الشعر والسيرة العربية من إصدار الشركة العالمية المحدودة للنشر والتوزيع، لندن عام 1999م.
- وفي مجال التوثيق الصحفي صدر له:
- كتاب «أسرار مقتل ديانا»، توثيق صحفي من إصدارات دار أصداف للنشر 1997م.
- كتاب «سفينة الأحلام الضائعة»، توثيق صحفي من إصدار الشركة العالمية المحدودة للنشر والتوزيع، لندن عام 1998م.
- كتاب «قضية كلينتون ومونيكا»، توثيق صحفي من إصدار الشركة العالمية المحدودة للنشر والتوزيع، لندن عام 1999م.
- وفي مجال الآثار والتراث والإعلام السياحي بحكم عمله في إدارة الإعلام بالهيئة العامة للسياحة والتراث الوطني (وزارة السياحة السعودية حاليا) لأكثر من (13) عاما؛ أعد وأسهم في إعداد أكثر من (40) مؤلفا عن الآثار والتراث والسياحة في المملكة العربية السعودية من بينها مجموعة كتب عن المواقع الأثرية السعودية المسجلة ضمن قائمة التراث العالمي باليونسكو.

## الجوائز والتكريمات
حصل السيد الجزايرلي على عدد من الجوائز وشهادات التقدير، من بينها:
- جائزة المجلس الأعلى للثقافة للشعراء الشباب عام 1993م.
- الجائزة المركزية للهيئة المصرية العامة لقصور الثقافة عام 1995م.
- جائزة الإبداع المصري في المملكة العربية السعودية عام 1995م.
- كرمه مركز «حوار» للفنون التشكيلية بالرياض تقديراً لدوره في إثراء الحركة النقدية التشكيلية السعودية عام 2008م.
- كرمته وزارة التعليم العالي المصرية تقديراً لدوره في تنظيم وتنشيط العمل الثقافي المصري بالمركز الثقافي المصري بالسعودية عام 2009م.
- كرمته الجمعية السعودية للثقافة والفنون عن مسرحيته «عودة هاملت» التي عرضت بالمهرجان السعودي لمسرح الشباب عام 2012م.

## مقالات وقراءات في الفنون التشكيلية
لدى السيد الجزايرلي تجربة مميزة في متابعة الفنون التشكيلية وتناولها في مقالاته، وهنا بعض أعماله في هذا الجانب، وسنحاول لاحقا إدراج المزيد منها:
أعمال الفنانة غادة بنت مساعد نوافذ مفتوحة على الوجع الإنساني
أزهار مبهجة ووجوه منكسرة لوحات حنان باحمدان.. فن الهروب من مأزق الطبيعة الصامتة
هلا بنت خالد أول سعودية ترسم.. وتكتب للأطفال بلغتين
في تجربة الحجيلان الجديدة وضوح الألوان يفضح مساحات الفراغ!
في تجربة تربط السابق باللاحق عبد الله إدريس يلملم رماد المدينة!
سؤال شائك يبحث عن إجابة منطقية: لماذا تقام المعارض الفنية؟
د. محمد الرصيص: رحلة المرأة السعودية مع التشكيل تقترب من نصف قرن  
في أعمالها النحتية: حلوة العطوي تكشف غموض الحجر
في معرضه الثاني بالرياض معجب الزهراني يواصل التجريب في اتجاهات مختلفة
الفنان العربي العالمي «malva»: التجريدية انتهت والفنان يسجل موقفه بالدم ومخلفات المزابل!
قصة سرد أو رسائل ضلت الطريق في معرض مريم جمعة بالرياض
في معرض «صيف» لحسين المحسن هروب من «صهد» الزمن إلى «برد» المكان
د. عادل ثروت يستدرج الذاكرة الشعبية
حضور لافت لذاكرة المكان الصفار يعيد صياغة الشواهد التاريخية في معرضه الجديد

## مقالات وقراءات نقدية
حركية الدم المتوثب في شعر أحمد الملا https://www.al-jazirah.com/1998/19981210/p185.htm